# Fondation des Artistes
La Fondation des Artistes ancienne Fondation Nationale des Arts Graphiques et Plastiques (FNAGP) est une fondation française reconnue d’utilité publique créée par l’État en 1976 et ayant pour objectif de soutenir et d’accompagner les artistes aux moments déterminants de leur carrière et de leur vie.
La Fondation administre, à Nogent-sur-Marne, un domaine au sein duquel sont regroupés deux ensembles d’ateliers dédiés aux artistes, la MABA un centre d’art contemporain, la Maison nationale des artistes, un EHPAD pour les artistes dans le grand âge, la bibliothèque Smith-Lesouëf et, à Paris, l’hôtel Salomon de Rothschild où se trouve son siège.
Guillaume Cerutti est depuis 2015 président du conseil d’administration de la Fondation. En 2016, Laurence Maynier succède à Gérard Alaux en qualité de directrice de la Fondation. En 2018, la Fondation Nationale des Arts Graphiques et Plastiques (FNAGP) change de nom et devient la Fondation des Artistes pour “réaffirmer son engagement auprès des créateurs.

## Origine de la Fondation des Artistes
A l’origine de la Fondation, se trouvent deux legs faits à l’État : l’hôtel particulier du 11 rue Berryer à Paris, légué par Adèle de Rothschild en 1922, et le domaine de la rue Charles VII à Nogent-sur-Marne, légué par les sœurs Jeanne Smith et Madeleine Smith-Champion en 1944. Toutes trois passionnées d’art, collectionneuses ou artistes, elles offrent leurs biens pour soutenir les artistes vivants.

### Le legs d’Adèle de Rothschild
Adèle de Rothschild, née en 1843 à Francfort-sur-le-Main, épouse en 1862 son cousin éloigné Salomon de Rothschild. Le couple s’installe à Paris où Salomon cultive son intérêt pour l’art en collectionnant des objets d’art précieux, livres, tableaux et meubles du XVIIIe siècle achetés auprès de marchands européens, ainsi que des pièces venues du Japon, de Chine, d’Inde et d’Orient. En 1864, Salomon de Rothschild meurt brutalement d’une crise cardiaque. Adèle poursuivra la collection débutée par son époux et fera bâtir en sa mémoire, l’hôtel Salomon de Rothschild du 11 rue Berryer.
La baronne Adèle de Rothschild décède en 1922. Dans son testament, elle lègue une partie de ses collections d'œuvres d’art et son hôtel particulier à l’État pour qu’y soit créée une institution au profit des artistes vivants, du nom de Fondation Salomon de Rothschild, dernier hommage à son époux.
La Fondation Salomon de Rothschild est créée le 1er décembre 1922. Elle organise des expositions et des événements culturels tels que le salon annuel de L’Association des écrivains combattants. C’est d’ailleurs à l’occasion de cette manifestation que le président de la République Paul Doumer est assassiné en 1932 dans l’un des salons de la rue Berryer.

### Le legs de Jeanne et Madeleine Smith
Madeleine Smith-Champion, née Smith à Paris en 1864, est une artiste peintre. Élève de Jean-Jacques Henner, elle expose ses premières toiles au Salon de la Société des Artistes Français en 1889. En 1905, elle rencontre l’historien Pierre Champion, alors chargé de la rédaction du catalogue de la bibliothèque de son oncle collectionneur Auguste Lesouëf. Ils se marient en 1907. Lorsque débute la Première Guerre mondiale, Madeleine transforme, avec l’aide de sa sœur Jeanne, la maison familiale de Nogent-sur-Marne en hôpital militaire auxiliaire. Elle obtient la Légion d’honneur en 1920 pour son engagement pendant la guerre.
Jeanne Smith, sœur aînée de Madeleine, née à Paris en 1857, s’initie à la photographie en 1883. Elle réalise de nombreuses photographies retraçant la vie familiale à Nogent-sur-Marne, ainsi que les voyages qu’elle réalise en Europe, Moyen-Orient et au Maghreb. Jeanne entretient une relation avec la peintre suisse Ottilie Roederstein qui sera également la professeure de Madeleine. Elle assiste sa sœur dans la gestion de l'hôpital auxiliaire d'août 1914 à la fin de la guerre.
Les sœurs Smith décident en 1909 de léguer à l’État français leurs deux maisons situées aux 14 et 16 rue Charles VII à Nogent-sur-Marne ainsi que leur parc de dix hectares, tout en conservant l’usufruit de leurs demeures.
Après leur décès — Madeleine en 1940 et Jeanne en 1943 — leur domaine devient officiellement propriété de l’État et est affecté à la Fondation Smith-Champion alors créée pour accueillir « une maison de retraite pour artistes et écrivains » comme demandé par les sœurs Smith dans leurs testaments.

### Création de la Fondation des Artistes
En 1976, Bernard Anthonioz, inspecteur de la création au ministère de la Culture, a l’idée de réunir les deux legs d’Adèle de Rothschild et des sœurs Smith au sein d’une seule entité, œuvrant pour l’accompagnement des créateurs.
La Fondation Nationale des Arts Graphiques et Plastiques (FNAGP) est alors créée en se substituant aux deux précédentes institutions – elle devient en 2018, la Fondation des Artistes.

## Missions
La Fondation des Artistes a pour objectifs de soutenir et de promouvoir la création artistique en accompagnant les artistes contemporains de la sortie de l’école d’art à la fin de leur carrière. Elle développe ses missions à partir de six axes :

### L’accompagnement aux étudiants diplômés d’école d’art
La politique d’accompagnement des étudiants entre la sortie de l’école d’art et l’insertion dans le milieu professionnel a été mise en œuvre par la Fondation en 2016. Le premier établissement à bénéficier du partenariat fut l’École nationale supérieure de la photographie (ENSP) d’Arles. Cette aide s’est organisée en trois temps : l’attribution à une étudiante d’une bourse pour financer son doctorat ; une résidence artistique à Nogent-sur-Marne offerte à un jeune photographe ; et le commissariat de l’exposition inaugurale des nouveaux espaces de l’ENSP confié à un collectif d’étudiants de l’école d’art, à partir de la collection d’Agnès b.
Le deuxième établissement à bénéficier de ce partenariat est École européenne supérieure d’art de Bretagne (EESAB), pour les années scolaires 2019/2020 et 2020/2021. Cet établissement regroupe 4 écoles d’art de Bretagne et l’accord conclu avec la Fondation a permis d’offrir deux résidences en Australie et au Mexique à deux artistes diplômées d’une de ces écoles.

### L’attribution d’ateliers et d’ateliers-logements
Depuis sa création en 1976, la Fondation des Artistes a engagé une politique de construction d’ateliers. Elle administre directement ou en collaboration avec des organismes de logements sociaux, avec la Ville de Paris ou avec l'État, un parc de 91 ateliers et ateliers-logements. La Fondation des Artistes accueille dans ses ateliers de Paris et de Nogent-sur-Marne des artistes plasticiens justifiant de leur appartenance au régime social des artistes, sans critère d’âge, ni de nationalité.

### L’aide à la production d’œuvres d’art via une commission mécénat
La commission mécénat de la Fondation des Artistes est créée en 2011 et finance à hauteur de 500 000 € par an la production d'œuvres de plasticiens travaillant en France. Le jury chargé d’étudier les dossiers est composé de la directrice de la Fondation des Artistes, de deux représentants du Ministère de la Culture et de quatre personnalités qualifiées élues tous les deux ans par le conseil d’administration. Cette aide à la production est attribuée sans critère d’âge, ni de nationalité. Entre 2011 et 2020, ce dispositif a permis de soutenir la production de près de 500 nouvelles créations.

### La diffusion dans un centre d’art contemporain, la MABA
La MABA est un centre d’art contemporain créé en 2006 à l’initiative de la Fondation des Artistes dans le but de rendre accessible la création à tous les publics.
La MABA produit chaque année trois expositions autour de trois thèmes : la création contemporaine, l’image fixe et animée et le design graphique. La MABA est membre de l’association TRAM réseau art contemporain Paris / Île-de-France.
A travers une stratégie d’ancrage local et régional, la MABA développe depuis sa création des partenariats avec des structures de proximité : écoles, associations du champ social, comités départementaux du tourisme, etc.
La Fondation des Artistes soutient également la diffusion de l’art contemporain au travers des partenariats ponctuels conclus entre la MABA et des institutions conduisant une démarche complémentaire ou dont l’histoire est liée à la sienne. Ce fut le cas longtemps du Jeu de Paume qui a bénéficié pendant dix ans jusqu’en 2018 du soutien financier de la Fondation des Artistes pour les expériences de l’Atelier, puis pour la programmation Satellite dont l’un des modules était accueilli à la MABA. D’autres collaborations ont été menées avec le CRÉDAC, la Villa Vassilief, le CNEAI dans des approches complémentaires.

### La promotion de la scène française à l’international
Depuis 2019, la Fondation des Artistes promeut la visibilité des créateurs français sur la scène artistique internationale par le biais de son programme de résidence à l’étranger. La première résidence est organisée à la Fonderie Darling à Montréal au Canada en partenariat avec le MO.CO. L’édition 2020 de la résidence a été repoussée d’un an en raison de la crise sanitaire de la COVID-19.
Elle est par ailleurs partenaire du compte Instagram ElaineAlain qui met en avant quelque 130 artistes de la scène française sur les réseaux sociaux.
Elle s’est associée à la Fondation Emerige avec 5 autres fondations pour créer l’association Trampoline dont l’objectif est toujours de soutenir et valoriser la scène française auprès d’institutions culturelles étrangères.

### L’accompagnement dans le grand âge, à la Maison nationale des artistes
La Maison nationale des artistes est un EHPAD créé en 1945, au lendemain de la deuxième guerre mondiale. Elle est administrée durant de nombreuses années par le peintre Maurice Guy-Loë. À sa création en 1976, la Fondation Nationale des Arts Graphiques et Plastiques, devenue Fondation des Artistes en 2018, reprend l’administration de la Maison nationale des artistes.
L’établissement privé, à but non lucratif, est agréé, conventionné et habilité à l’aide sociale. Il peut accueillir 80 résidents, prioritairement des artistes. Y sont proposées des activités thérapeutiques diversifiées, adaptées aux résidents et animées par des professionnels qualifiés. L’établissement est également équipé pour permettre aux artistes de poursuivre leurs activités créatives, individuellement ou collectivement.
En plus de l’accompagnement et des soins apportés à ses résidents, l’établissement propose une programmation culturelle incluant chaque année trois expositions autour du travail des artistes résidents ou anciens résidents, une résidence artistique, des conférences, des concerts, des projections et autres événements culturels. Certains de ces événements sont ouverts au public.

## Les sites de la Fondation des Artistes

### Paris, hôtel Salomon de Rothschild
L’hôtel Salomon de Rothschild est érigé sur le terrain qui accueillait auparavant la Folie Beaujon. En 1786, après le décès de Nicolas Beaujon, le terrain est divisé en plusieurs parcelles, comprenant l'appartement des bains acquis par Honoré de Balzac en 1846.
En 1874, soit dix ans après le décès de son époux Salomon de Rothschild, Adèle de Rothschild acquiert différentes parcelles du terrain de l’ancienne Folie Beaujon pour y faire construire un hôtel particulier avec l’architecte Léon Ohnet, dont le travail est repris après sa mort par son élève Justin Ponsard. La construction durera quatre ans. L'architecture de l’édifice est un hommage aux constructions de la fin du XVIIIe siècle qui étaient très appréciées sous la IIIe République.
L’hôtel est légué à l’État par Adèle de Rothschild en 1922 et fait partie de la dotation de la Fondation des Artistes depuis 1976. Il est aujourd’hui utilisé comme siège de la Fondation, qui y loue des bureaux à des associations d’artistes telles que l’Association française de développement des centres d’art ou la Société nationale des beaux-arts. Ses salons sont exploités par une société organisatrice de réception accueillant des événements.
L’hôtel Salomon de Rothschild est classé monument historique depuis 2005. Il a été restauré entre 2007 et 2010. Son cabinet de curiosités, restauré entre 2000 et 2001, est ouvert au public depuis 2017 pour des visites sur rendez-vous. La Rotonde Balzac de l’hôtel Salomon de Rothschild a été restaurée en 2019 et 2020 : elle se découvre lors des visites du cabinet de curiosités.
Le jardin de l’Hôtel-Salomon-de-Rothschild situé entre l’avenue de Friedland et la rue Balzac est ouvert au public. Le jardin appartient à la Fondation des Artistes, mais c’est la mairie de Paris qui prend en charge le jardinage et le gardiennage dans le cadre d’une convention.

### Nogent-sur-Marne, domaine de la Fondation des Artistes
La Fondation des Artistes dispose à Nogent-sur-Marne d’un domaine de dix hectares, composé d’un grand parc à l’anglaise, de deux anciens châteaux du XVIIe siècle (la MABA et la Maison nationale des artistes) et d’un ensemble d’ateliers d’artistes.
La totalité du site de Nogent-sur-Marne a obtenu le label Patrimoine d’intérêt régional, décerné par la Région Île-de-France en 2018.

#### La MABA
La MABA (Maison d’Art Bernard Anthonioz) est un centre d’art contemporain créé en 2006 à l’initiative de la Fondation des Artistes et destiné à promouvoir et diffuser la création contemporaine.
Le centre est situé au 16, rue Charles VII à Nogent-sur-Marne.

#### La Maison nationale des artistes
La Maison nationale des artistes est un EHPAD (établissement d’hébergement pour personnes âgées dépendantes) orienté vers l’art et la culture inauguré en 1945. L’établissement accueille en grande partie des artistes dans leur grand âge.

#### La bibliothèque Smith-Lesouëf
La bibliothèque Smith-Lesouëf, édifiée en 1917 entre le 14 et le 16 rue Charles VII à Nogent-sur-Marne à la demande des sœurs Smith, regroupe des ouvrages issus des collections de leur oncle Auguste Lesouëf. En plus des visites, la bibliothèque accueille régulièrement des évènements culturels organisés par la Fondation des Artistes comme des workshops destinés aux étudiants en art.

#### Le parc de la Fondation des Artistes
Les jardins à l’anglaise des demeures du 14 et du 16 rue Charles VII à Nogent-sur-Marne sont unifiés en 1896 pour constituer un grand parc privé de dix hectares. Le parc s’étend de la rue en partie supérieure à la Marne en partie inférieure. L’espace ouvre régulièrement ses portes au public pour accueillir des événements : projections cinématographiques en plein-air, visites thématiques, performances, lectures ou événements sportifs.

### Les ateliers d’artistes
Les ateliers de la Fondation des Artistes sont regroupés en quatre ensembles :

#### Le Hameau à Nogent-sur-Marne
Trente-six ateliers individuels et deux ateliers communs consacrés à la lithographie et la gravure composent le Hameau des artistes. Cette propriété de la Fondation des Artistes s’inscrit dans le domaine de dix hectares de Nogent-sur-Marne, classé et protégé depuis 1908, dans lequel se trouvent aussi la MABA et la Maison nationale des artistes. Ces ateliers sont gérés en régie directe par la Fondation des Artistes.

#### La Cité Guy-Loë à Nogent-sur-Marne
Cet ensemble de 35 ateliers-logements est situé rue Agnès Sorel et avenue Gugnon à Nogent-sur-Marne. Ces ateliers-logements sont gérés par un bailleur social. La Fondation est associée à la commission d’attribution.

#### Impasse Savart à Paris
Un ensemble de 4 ateliers situé passage Savart dans le 20e arrondissement de Paris. L’attribution de ces ateliers est gérée par la Mairie de Paris. La Fondation est associée à la commission d’attribution.

#### Faubourg Poissonnière à Paris
Un ensemble de 16 ateliers-logements situé rue du Faubourg Poissonnière dans le 9e arrondissement de Paris. L’attribution de ces ateliers est gérée par un bailleur social. La Fondation est associée à la commission d’attribution.

## Fonctionnement
Les revenus de la Fondation des Artistes proviennent exclusivement de la location des immeubles de la dotation et de dons et legs reçus par l’établissement. Ce fut par exemple le cas, en 1977, avec le legs d’un hôtel particulier dans le 16e arrondissement de Paris par le peintre Pierre Guastalla, aujourd’hui immeuble de rapports.
La Fondation des Artistes est une institution privée à but non lucratif reconnue d’utilité publique poursuivant une démarche d’intérêt général au service de la création artistique.

## Collection de la Fondation des Artistes
La collection de la Fondation des Artistes est principalement composée d'œuvres, objets d’arts et livres issus des deux legs d’origine et enrichie par des donations d’artistes, de mécènes et d’anciens résidents de la Maison nationale des artistes. La Fondation des Artistes est membre de l’ICOM, ses collections font l’objet de prêts pour des expositions ou des dépôts.

### La collection Rothschild
En plus de l’hôtel Salomon de Rothschild, Adèle de Rothschild lègue à l’État la majorité de ses œuvres et objets d’art à l’État, pour la Fondation Salomon de Rothschild. Affectée dès 1976 à la dotation de la FNAGP, devenue Fondation des Artistes en 2018, une partie de cette collection est exposée dans le cabinet de curiosités de l’hôtel Salomon de Rothschild, ouvert au public depuis 2017. Les autres œuvres sont déposées au musée du Louvre (départements des objets d’art et des arts de l’Islam), au MAD – ancien musée des Arts décoratifs – (porcelaines et émaux chinois ; objets d’art du XVIIIe siècle), au Château de Versailles (pendule-lyre en porcelaine de Sèvres du Salon des Jeux), ou au Mobilier national (meubles, tapis et objets).

#### Le cabinet de curiosités
Le cabinet de curiosités de l'hôtel Salomon de Rothschild, siège de la Fondation, expose au public depuis 2017 plus de 300 œuvres et objets d’arts issus de la collection d’Adèle et Salomon de Rothschild. La pièce dont les murs sont habillés de cuirs dorés et le plafond d’une tapisserie du XVIIe siècle comprend des vitrines conservant des collections allant de l’Antiquité au début du XXe siècle, provenant d’Europe, d’Asie et d’Occident. On retrouve parmi les objets de cette collection un important ensemble de jades chinois sculptés, de la porcelaine ancienne chinoise et française, des armes orientales et occidentales et des tableaux du XIXe siècle d’Eugène Delacroix, Ary Scheffer ou Eugène Lami.

#### La Rotonde Balzac
En 1882 Adèle de Rothschild acquiert le pavillon et la rotonde de ce qui fut auparavant la demeure de Georges Mniszech, gendre de Balzac, édifiée à l'extrémité de l’actuel jardin privé de l’hôtel Salomon de Rothschild. En 1891 elle fait araser le premier étage et réaménage la Rotonde en conservant des éléments du décor original d’inspiration asiatique. La Rotonde est rénovée en 2020. Sont exposées à l’intérieur des œuvres célébrant Honoré de Balzac, parmi lesquelles un buste représentant l’écrivain par Anatole Marquet de Vasselot.

### La collection Smith
Madeleine Smith-Champion, qui fut artiste elle-même, lègue à la Fondation plus de cent quarante de ses tableaux et dessins ainsi que sa collection personnelle composée d'œuvres réalisées par ses maîtres, parmi lesquels Jean Jacques Henner, Raphaël Collin et Ottilie Roederstein. La collection est complétée d’albums contenant des photographies réalisées par Jeanne Smith et d’une série d’estampes anciennes.

#### La collection d’Auguste Lesouëf à la bibliothèque Smith-Lesouëf
En 2004, la bibliothèque Smith-Lesouëf, jusqu'alors administrée par la Bibliothèque nationale de France qui était légataire, rejoint la dotation de la Fondation des Artistes.
Construite entre 1913 et 1917, l’architecture de cette bibliothèque est inspirée du style Louis XIII. Certains éléments du décor intérieur comme les ferronneries et les boiseries sont récupérés d’édifices plus anciens comme l’hôtel des Conseils de guerre ou le couvent des Filles de l’Assomption à Paris. La bibliothèque est restaurée en 2018, et présente depuis de objets d’art ayant appartenu à Auguste Lesouëf déposés par la BnF (miniatures, meubles, santons, dessins ou sculptures).

### La collection de la Maison nationale des artistes
Les dons et les legs d'œuvres d’anciens résidents de la Maison nationale des artistes et de mécènes de la Fondation constituent une autre partie du patrimoine de la Fondation des Artistes, comprenant notamment des œuvres d’André Leroux, Marcel Gimond, Willy Ronis, André Dignimont, Pierre Guastalla, Alexandre Stoppelaëre, Andrée Joubert. Ces collections sont en partie exposées dans la Maison nationale des artistes, à Nogent-sur-Marne et contribuent à la qualité de ses espaces.

## Expositions

### Expositions de la MABA
- 2006 : D’un moment à l’autre
- 2006 : Voix d’eaux et +
- 2006 : La forêt va bientôt fermer
- 2006 : m + m & friends, Collection de Michèle et Michel Auer
- 2007 : Artificialia
- 2007 : Territoires en expansion
- 2007 : Lieux dits
- 2007 : X-CHANGE IS GOOD Nogent/More gens
- 2007 : Un mur, un trou, un visage
- 2008 : Y’ a pas photo !
- 2008 : Terra Nullius
- 2008 : Insomnies
- 2008 : Black Current, Harmen Liemburg
- 2008 : Une place apparemment inoffensive
- 2009 : Paysages élémentaires
- 2009 : Mark Lewis
- 2009 : Les grandes vacances
- 2009 : Objects in the mirror are closer than they appear
- 2009 : Ex nugis seria
- 2010 : La mai numérique
- 2010 : Le chat de Barcelone
- 2010 : Alchemy box
- 2010 : Ce jour-là
- 2010 : PIY publish it yourself!
- 2010 : Là où nous sommes
- 2011 : Poids et mesures de l’obscur
- 2011 : A l’étage
- 2011 : HEADS UP!
- 2011 : Le secret des anneaux de Saturne
- 2011 : PIY publish it yourself!
- 2011 : Jamais le même fleuve
- 2012 : Déballage
- 2012 : L’au-delà (des noms et des choses)
- 2012 : La fabrique des films
- 2012 : OISEAU/HASARD
- 2012 : Le grain du temps
- 2013 : UNDERCOVER, THÉÂTRE D'OPÉRATIONS
- 2013 : Une exposition sans textes. Suite pour exposition(s) et publication(s)
- 2013 : 10 Nouveaux A
- 2013 : Thinging
- 2013 : En thulé froiduleuse, aspects de la scène artistique islandaise contemporaine
- 2014 : Retitled
- 2014 : L’archipel du funambule
- 2014 : Comment j’ai inventé Édith Scob, suite…
- 2014 : News from Nowhere
- 2014 : Mille miroirs dans la forêt
- 2015 : Images secondes
- 2015 : Mongkut
- 2015 : Zone
- 2015 : Gitane à la guitare
- 2015 : Soudain... la neige
- 2016 : Sur le motif
- 2016 : Ne te retourne pas
- 2016 : Je suis du bord
- 2017 : Aller et retour dans la chambre blanche
- 2017 : Contre nature
- 2017 : O! WATT UP
- 2017 : Avec
- 2017 : L’économie du vivant
- 2018 : Fables, Formes, Figures
- 2018 : Performance TV
- 2018 : Ce n’est pas la taille qui compte
- 2019 : La Vérité n’est pas la Vérité
- 2019 : Une journée avec Marie Vassilieff
- 2019 : Étienne au carré
- 2020 : Ô Saisons, ô Chats !
- 2020 : Variations Epicènes
- 2021 : Le Serpent Noir
- 2022 : Panique au dancing
- 2022 : Cellule de performance
- 2022 : Freed from Designer
- 2023 : Paris Peinture - Ici et maintenant
- 2023 : Morning Sun

### Expositions de la Maison nationale des artistes
- 2013 : Au-delà du temps, Leopoldo Novoa
- 2014 : Paysage cosa mentale, le nouveau pittoresque, Balthasar Burkhard, Elina Brotherus, Anne-Lise Broyer, Florence Chevallier, Thibaut Cuisset, Véronique Ellena, Laura Henno, Ellen Kooi, Claire Lesteven, Marlot & Chopard, Corinne Mercadier, Tania Mouraud, Catherine Poncin
- 2014 : Contrepoint japonais, Arnaud Rodriguez
- 2014 : Peintures, René Smet
- 2014 : La retraite sentimentale, Dalila Alaoui
- 2014 : Géopsychiatrie, Philippe Caillaud
- 2014 : Le paradis des blessés, l’hôpital auxiliaire Champion-Smith à Nogent-sur-Marne (1914-1918)
- 2015 : Si j’ai bonne mémoire, Michèle Cirès Brigand
- 2015 : Peintures, Lilian Farelle
- 2015 : Sculptures, Aires de Jesus Domingues
- 2015 : 1418. Échos, Versos et Graphies de Batailles, Catherine Poncin
- 2016 : Compositions, Arlette de Bréville
- 2016 : Inventaire, ARTS4 – 20 ans : Wadad Alameddine, Etienne Audfray, Madeleine Bitouzet, Pierre-Henri Buestel, Cathie Le Cuziat, Martine Germain-Buestel, Pierre-Yves Gianini, Françoise Guillot- Spaety, Anne Lacour, Séverine Lorteau, Claude Marcodini, Géraldine Pawletta, Ksénia Sic, Nathalie Tirot, Brigitte Vasseur, Chantal Viger
- 2016 : Un américain à Paris, Paul Crotto
- 2016 : Un temps de rêve, Grégoire Korganow
- 2016 : Passé Présent, Liane le Masson
- 2017 : La Maison des écrivains, Jean Besancenot, Yvon Bizardel, Alexandre Boviatsis, Claude Confortès, Noël Le Coutour, Pierre Champion, Claude Grizard, Henri Iselin, Harold King, Eugène Nicolas (Genka), Cosmas Koronéos, Françoise Mallet-Joris, Maurice Mazo, Michel Merlen, Hélène Vanel, Marcel Zahar.
- 2017 : Pour l’Amour de l’Art, Monique Chapelay
- 2017 : Madeleine Smith-Champion : la bienfaitrice
- 2017 : La vie rêvée... une expérience de création partagée, restituée
- 2017 : La peinture, un lieu, un liant, un lien, Pierre-Henri Buestel
- 2018 : Viens me voir, Jacques Monory
- 2018 : Désir, Myriam Bat-Yosef
- 2018 : Laure Albin Guillot, Artisane d’art de la photographie
- 2018 : Jazz à Newport, Michel Duplaix
- 2019 : Toiles et Papiers, Michel Vray
- 2019 : Une journée avec Marie Vassilieff
- 2019 : Vanni Tealdi
- 2020 : On ira cueillir des soleils la nuit, Lise Déramond-Follin
- 2021 : Célébrer la vie, Gerda Müller
- 2021 : Home Away from Home, Mario D'Souza
- 2022 : PSI COLOR, la passion de la couleur, Jacqueline Carron
- 2022 : Monique Journod
- 2022 : Il était une fois...Jacqueline Duhême, l'imagière, Jacqueline Duhême
- 2023 : Jardin intérieur, Martine Dubilé
- 2023 : Cinéma ou la pensée magique, Pierre-William Glenn

## Articles liés
- MABA
- Hôtel Salomon de Rothschild
- Château Smith-Champion
- Bernard Anthonioz
- Guillaume Cerutti